# Hubert Zapf
Hubert Zapf (* 6. Mai 1948 in Fichtelberg) ist ein deutscher Amerikanist und Literaturwissenschaftler.
Hubert Zapf studierte von 1969 bis 1971 Englisch und Geschichte an der Universität Regensburg. Von 1972 bis 1977 war er wissenschaftlicher Assistent an der Universität Würzburg. 1977-78 war er Lector for German an der University of Buckingham, England. Ab 1978 war er als wissenschaftlicher Mitarbeiter an der Universität Paderborn tätig, wo er 1981 promovierte und sich 1987  habilitierte. Zapf besitzt die Lehrberechtigung für Englische Literaturwissenschaft und für Amerikanistik und hat seit 1991 den Lehrstuhl für Amerikanistik an der Universität Augsburg inne. Zahlreiche internationale Gastaufenthalte und Keynote lectures. Er war langjähriger Mitherausgeber der Zeitschrift Anglia: Journal of English Philology. Zu seinen Forschungsschwerpunkten zählt die Betrachtung von Literatur als kulturelle Ökologie, die Erforschung literarischer Kreativität und die Untersuchung von Literatur aus textethischer Perspektive.  Im Rahmen der Erforschung von Literatur hinsichtlich ihrer kulturökologischen Dimension veröffentlichte Zapf das einschlägige Werk Literatur als kulturelle Ökologie. Es folgten zahlreiche Veröffentlichungen in diesem Bereich, sowohl als Autor als auch Herausgeber, insbesondere des Sammelbands Kulturökologie und Literatur. Beiträge zu einem transdisziplinären Paradigma der Literaturwissenschaft. In englischer Sprache erschienen zu dem Thema die Monographie Literature as Cultural Ecology: Sustainable Texts, das edierte Handbook of Ecocriticism and Cultural Ecology, sowie der von ihm mit herausgegebene Sammelband Ecological Thought in German Literature and Culture. Die von ihm 2010 in dritter Auflage herausgegebene amerikanische Literaturgeschichte ist ein Standardwerk der universitären Lehre im deutschsprachigen Bereich. Er ist Mitherausgeber der Reihe Handbooks of English and American Studies (De Gruyter) und einer der Leiter des Forschungsschwerpunkts Environmental Humanities an der Universität Augsburg.

## Werke
(Auszug)
Monographien
- Ecological Thought in German Literature and Culture. (Hg. mit Gabriele Dürbeck, Urte Stobbe und Evi Zemanek, 2017)
- Handbook of Ecocriticism and Cultural Ecology. (2016)
- Literature as Cultural Ecology: Sustainable Texts.(2016)
- Literatur als kulturelle Ökologie. Zur kulturellen Funktion imaginativer Texte an Beispielen des amerikanischen Romans. (2002)
- Kurze Geschichte der anglo-amerikanischen Literaturtheorie. (1996)
- Das Drama in der abstrakten Gesellschaft. Zur Theorie und Struktur des modernen englischen Dramas. Tübingen: Niemeyer, 1988.
- Der Roman als Medium der Reflexion. Eine Untersuchung am Beispiel dreier Romane von Saul Bellow (Augie March, Herzog, Humboldt's Gift). (1981)

Herausgeberschaften
- Theorien der Literatur. Grundlagen und Perspektiven. Hg. Günter Butzer und Hubert Zapf. Tübingen: Francke, Bände I–V. 2003–2011.
- Redefining Modernism and Postmodernism. Hg. Sebnem Toplu and Hubert Zapf. Newcastle: Cambridge Scholars Publishers, 2010.
- Große Werke der Literatur. Bände IX-XI. Hg. Günter Butzer und Hubert Zapf. Tübingen: Francke, 2010.
- Kulturökologie und Literatur. Beiträge zu einem transdisziplinären Paradigma der Literaturwissenschaft. Hg. Hubert Zapf unter Mitarbeit von Christina Caupert, Timo Müller, Erik Redling und Michael Sauter. Heidelberg: Winter, 2008.
- Self-Reflexivity in Literature. Hg. Werner Huber, Martin Middeke und Hubert Zapf. Würzburg: Königshausen und Neumann, 2005.
- Modernisierung und Literatur. Festschrift für Hans Ulrich Seeber. Hg. Stephan Kohl, Heinz Göbel und Hubert Zapf. Tübingen: Narr, 2000.
- Anglia. Journal of English Philology / Zeitschrift für Englische Philologie. Tübingen: Niemeyer. Mitherausgeber seit 1996.
- Buchreihe der Anglia. Tübingen: Niemeyer; Schriftenreihe. Mitherausgeber seit 1996.
- Text und Theorie. Augsburger Arbeiten zur Anglistik und Amerikanistik. Würzburg: Königshausen und Neumann, Schriftenreihe. Hg. zusammen mit Martin Middeke.
- Amerikanische Literaturgeschichte. 3. Auflage. Metzler, Stuttgart, Weimar 2010, ISBN 978-3-476-02310-0.